# 前龜山陸光三村活動中心
24°59′56″N 121°20′26″E / 24.998980°N 121.340461°E
前龜山陸光三村活動中心，是桃園市所有眷村中，第一座登錄為歷史建築的眷村，也是全台灣第一座以原建築物直接改建為龜山眷村故事館。

## 沿革
前龜山陸光三村活動中心，「陸光」代表的意思是「陸軍的榮耀」。於1966年竣工。陸光三村文康中心則於2-3年內陸續完工。2004年3月3日正式公告登錄成為歷史建築；建築樣式屬於1960年代現代式樣建築。陸光三村入口有蔣宋美齡女士的題字「陸光三邨」。陸光三村拆除改建成為國宅後，在旁邊的陸光三村活動中心則未被拆除。2014年桃園市爭取經費，開始著手館內整修。2015年10月正式對外開放，供眾參觀。

## 眷村故事館
眷村故事館，是一棟灰色建築物，二層樓高，眷村故事館是由「陸光三村活動中心」改建而成，經桃園市政府文化局的規劃，及當地里民的參與，將活動中心營造出有「家庭味」的眷村故事館。
故事館一樓陳設當時住在眷村軍人物品，包含有皮箱、廣播機、軍靴等，物品是由眷村里民提供。其中較為特別的是原本就放在陸光三村文康活動中心的「眷戶名牌」。
二樓以特展形式，以主題性規劃舉辦展覽，透過積極的與在地合作、地方整合，來達到社區共創的模式，凝結在地認同。在當時跳脫博物館式的展覽方式，改用生態博物館方式展示，讓故事館與國宅結合。
故事館中收集來的眷村田調文史資料，經由紀錄片、聲音箱方式表達，並且在各主題區設計互動遊戲，讓大家更了解眷村。

眷村故事館每月不定期舉辦活動，如工作坊、眷村文化講堂、共食計畫、館慶活動等，以較為活潑的模式，打破歷史所帶來的隔閡，以較親近的述說方式，溫柔地傳承眷村文化。

### 眷村故事館歷程[10]
- 2002年：自治會與桃籽園文化協會開始收集眷村物品和策劃展示
- 2004年：登錄為歷史建築，並命名為「眷村故事館」
- 2014年：取得經費，館內整修
- 2015年：眷村故事館重新開放參觀

## 外部連結
- 龜山眷村故事館的Facebook專頁